# Barbara d'Ursel de Lobkowicz
 (juillet 2017).
Si vous disposez d'ouvrages ou d'articles de référence ou si vous connaissez des sites web de qualité traitant du thème abordé ici, merci de compléter l'article en donnant les références utiles à sa vérifiabilité et en les liant à la section « Notes et références ».
Barbara d'Ursel de Lobkowicz, née d’Ursel, le 30 mai 1957 à Ath et décédée le 13 juillet 2017 à Uccle, est une femme politique belge bruxelloise, membre de Démocrate fédéraliste indépendant.

## Biographie
Barbara d’Ursel est la fille du comte Aymard d'Ursel (1923-2005) et de Nadine de Spoelberch (1922-2007).
Elle épouse en 1983 le prince Stéphane de Lobkowicz, fils du prince Ladislas de Lobkowicz (1925-1985) et de la comtesse Thérèse Cornet d’Elzius du Chenoy (1932). Elle a trois enfants : Léopold (1989), Frédéric (1991) et Ariane de Lobkowicz (1996).
Née comtesse d'Ursel, elle porte ensuite officiellement en Belgique, à la suite de son mariage, par arrêté royal, le titre de princesse et le droit d'utiliser le prédicat d'Altesse Sérénissime.
Barbara d'Ursel est titulaire d'un master et agrégée en droit de l'université catholique de Louvain et juriste.